# Marloes Nijhuis
Marloes Nijhuis (Borne, 14 maart 1991) is een Nederlandse waterpolospeler. Nijhuis komt sinds 2020 uit voor Zwemvereniging Utrecht. Eerder speelde ze voor SV Heidelberg, WS Twente, Polar Bears (2009-2013), GZC Donk (2013-2017) en het Griekse Vouliagmeni NC (2017-2018). Daarna volgde haar laatste seizoen eredivisie bij opnieuw Widex GZC Donk (2018-2019). 
In clubverband behaalde Nijhuis de landstitel in 2010 uitkomend voor Polar Bears en vervolgens in 2015 en 2019 uitkomend voor GZC Donk. Tijdens het waterpologala in Ede werd ze uitgeroepen tot beste waterpolospeelster van 2012.
Nijhuis werd in 2009 voor het eerst geselecteerd voor het Nederlands seniorenteam. Met het Nederlandse team won ze, onder meer, zilver tijdens het wereldkampioenschap van 2015 en de Europese kampioenschappen van 2014 en 2016. In mei 2019 maakte Nijhuis bekend te stoppen als international.

## Palmares

### Nederlands team
- 2010:  EK Zagreb (Kroatië)
- 2014:  EK Boedapest (Hongarije)
- 2015:  World League Shangai (China)
- 2015:  WK Kazan (Rusland)
- 2016:  EK Belgrado (Servië)